# 한국방송광고진흥공사
한국방송광고진흥공사(韓國放送廣告進興公社, Korea Broadcast Advertising Corporation, 약칭: KOBACO, 코바코)는 광고판매대행, 방송광고 균형발전, 방송광고산업 활성화 등을 위하여 2012년 5월 22일 기존의 한국방송광고공사를 폐지하고 미디어크리에이트(현 SBS M&C) 설립과 함께 신설된 대한민국 방송통신위원회 소관의 특수법인이다.

## 설립 근거
제24조 광고판매대행, 방송광고 균형발전, 방송광고산업 활성화 등을 위하여 한국방송광고진흥공사를 설립하였다.

## 주요 업무
- 방송광고의 판매대행
- 네트워크 지역지상파방송사업자와 중소지상파방송사업자에 대한 지원 등 방송광고 균형발전을 위한 지원 사업
- 방송광고제작산업 육성, 광고 표준화, 광고효과 측정, 광고 유통기반 구축·운영, 광고 관련 조사·연구·교육, 공익광고 등 방송통신광고산업 진흥 관련 사업
- 시청점유율 조사·검증·산정 관련 방송통신위원회가 위탁하는 업무
- 그 밖에 방송통신위원회가 방송광고산업 육성을 위하여 위탁하는 업무
- 위의 사업에 부대되는 사업

## 효과
한국방송광고진흥공사의 설립을 통한 긍정적인 효과는 다음과 같다.
- 대기업의 자본으로부터 방송의 제작과 편성을 보호하고, 과도한 시청률 경쟁으로 인한 방송의 상업성을 배제하여 공공성을 확보할 수 있다.
- 광고 요금을 적정 수준으로 유지하여 기업 활동의 경쟁력을 제고하고, 물가 안정에 기여하여 국민 부담을 경감시켜 주는 기능을 하고 있다.

## 역대 로고

1981년부터 1997년까지 사용된 한국방송광고공사의 로고
1997년부터 2007년까지 사용된 한국방송광고공사의 로고
2007년부터 2012년까지 사용된 한국방송광고공사의 로고
2012년부터 현재까지 사용되고 있는 한국방송광고진흥공사의 로고

## 공익광고협의회
공익광고협의회(公益廣告協議會)는 한국방송광고진흥공사 산하 기구로 광고학계, 언론계, 방송계, 광고계 등 사회 각계 각층을 대표하는 20명 내외의 저명 인사로 구성되어 있다. 주요 업무는 공익광고(방송 공익광고, 인쇄 공익광고) 제작이며, 방송 관련 법령에 의거하여 일정 이상의 공익광고가 방송을 통해 편성된다.

## 역대 기관장
| 대수       | 이름   | 재직 기간                        |
| ---------- | ------ | -------------------------------- |
| 1대        | 홍두표 | 1981년 1월 20일~1986년 8월 29일  |
| 2대        | 하순봉 | 1986년 8월 29일~1987년 12월 24일 |
| 3대        | 남웅종 | 1988년 4월 12일~1993년 3월 11일  |
| 4대        | 성낙승 | 1993년 3월 11일~1996년 3월 10일  |
| 5대        | 서병호 | 1996년 3월 11일~1998년 4월 12일  |
| 6대        | 배기선 | 1998년 4월 13일~2000년 1월 11일  |
| 7대        | 강동연 | 2000년 2월 2일~2003년 2월 1일    |
| 8대        | 김근   | 2003년 5월 12일~2006년 5월 11일  |
| 9대        | 정순균 | 2006년 5월 12일~2008년 4월 14일  |
| 10대       | 양휘부 | 2008년 6월 16일~2011년 7월 13일  |
| 11대       | 이원창 | 2011년 7월 13일~2014년 7월 31일  |
| 12대       | 곽성문 | 2014년 9월 26일~2017년 12월 7일  |
| (사장대행) | 민원식 | 2017년 12월 8일~2018년 9월 3일   |
| 13대       | 김기만 | 2018년 9월 4일~2021년 10월       |
| 14대       | 이백만 | 2021년 10월~2024년 4월 27일      |
| (사장대행) | 이준안 | 2024년 4월 28일~2024년 8월 1일   |
| 15대       | 민영삼 | 2024년 8월 1일~                  |

## 같이 보기
- SBS M&C
- 대한민국 공익광고제